# ماريان أندرسن
ماريان أندرسن (بالنرويجية: Marianne Andersen)‏ (و. 1980  م) هي منافسة ألعاب القوى نرويجية، ولدت في درامن.

## روابط خارجية
- ماريان أندرسن على موقع عالم الملاحة (الإنجليزية)